# Sclerophricta tyreuta
Sclerophricta tyreuta är en fjärilsart som beskrevs av Edward Meyrick 1918. Sclerophricta tyreuta ingår i släktet Sclerophricta och familjen säckspinnare. Inga underarter finns listade.